# Absceso hepático amebiano
El absceso hepático amebiano es una complicación de la amebiasis intestinal (infección por amebas) provocada por diferentes especies de amebas, principalmente Entamoeba histolytica. Se presenta en áreas próximas al trópico en poblaciones de bajos recursos. Las condiciones higiénicas deficientes constituyen un factor de riesgo para esta enfermedad. En los países occidentales desarrollados en ocasiones se diagnostican casos importados. Afecta aproximadamente al 1% de los pacientes que han contraído amebiasis intestinal. Es mucho más frecuente en varones que en mujeres por motivos desconocidos.

## Fisiopatología
La colitis amebiana causa destrucción celular de las capas de la mucosa del colon.
Tras la infección intestinal por amebas, los trofozoitos alcanzan el hígado a través de la vena porta y proliferan hasta formar un absceso que generalmente es único y se ubica en la mayor parte de las ocasiones en el lóbulo derecho hepático. El absceso hepático se llena de un contenido espeso que no es más que el tejido hepático necrosado por acción de las amebas. Estas últimas pueden visualizarse mediante el microscopio en la pared externa del absceso

## Clínica
Suele existir el antecedente de amebiasis intestinal o un proceso diarreico de causa no aclarada. Los síntomas principales son fiebre, afectación del estado general y dolor en la región superior derecha del abdomen, en ocasiones el hígado está aumentado de tamaño (hepatomegalia). Generalmente no se produce ictericia. El absceso amebiano puede alcanzar un tamaño considerable, en ocasiones se sobreinfecta por bacterias o se rompe, dejando escapar su contenido, afectando a estructuras vecinas como la cavidad pleural, pericardio y peritoneo, y causando diferentes complicaciones, entre ellas peritonitis de alta mortalidad.

## Diagnóstico
El diagnóstico se sospecha por los síntomas y los antecedentes epidemiológicos del área geográfica. Se confirma mediante pruebas serológicas como la hemaglutinación, ELISA o PCR que identifica la existencia de ADN de Entamoeba histolytica. Las pruebas de imagen como ecografía, resonancia magnética nuclear y tomografía axial computarizada permiten visualizar la lesión y diagnosticarla con gran fiabilidad.

## Prevención
No existen medicamentos preventivos para evitar esta enfermedad. Sin embargo las medidas de higiene general son útiles para evitar la infección, incluyendo el lavado de manos después de ir al baño y antes de comer, evitar el consumo de frutas y verduras crudas sin lavarlas o pelarlas previamente y la utilización exclusiva de agua potable o adecuadamente tratada.

## Tratamiento
El medicamento más utilizado es el metronidazol que es efectivo en la mayor parte de pacientes, pero no está recomendado en mujeres embarazadas. En determinados casos es preciso realizar la punción y aspiración del absceso. Cuando existe ruptura espontánea se practica cirugía. Las complicaciones como la peritonitis cursan con un alta mortalidad.